# Hinrich Meyer-Jungclaussen
Hinrich Meyer-Jungclaussen, geboren als Hinrich Meyer, (* 22. September 1888 in Delmenhorst; † 19. März 1970 in Bad Berka) war ein deutscher Landschaftsarchitekt sowie freiberuflicher Gartengestalter und Landschaftsberater.

## Leben und Wirken
Hinrich Meyer fuhr in den Jahren 1904 bis 1907 als Kadett, Leichtmatrose und Matrose auf Kauffahrtei-Segelschiffen zur See. In Bremen absolvierte er von 1907 bis 1909 eine Gärtnerlehre 1907–1909 und war danach bis 1910 in einer Baumschule in Elmshorn beschäftigt. Es folgte von 1910 bis 1912 ein Studium der Gartengestaltung (Gartentechnik und Gartenkunst) bei Willy Lange an der Königlichen Gärtnerlehranstalt zu Berlin-Dahlem.
Nach dem Studium war er bis 1913 als Gartentechniker bei Gartenarchitekt Paul Smend in Osnabrück tätig. Im selben Jahr war er Leiter einer Parkanlage und Gartentechniker auf dem Rittergut von Puttkamer zu Lossin (Kreis Stolp in Pommern). Seinen ersten großen Auftrag als Gartenarchitekt hatte er 1913 in Vertretung für Willy Lange im Wassenaar (Niederlande).
Meyer nahm als Kriegsfreiwilliger bei der Kaiserlichen Marine am Ersten Weltkrieg teil, war an der Front in Flandern eingesetzt und wurde 1918 als Leutnant der Reserve entlassen.  1918 heiratete er Elisabeth Jungclaussen (1895–1951), die Tochter des Gartenbauunternehmers Heinrich Jungclaussen,  und trug fortan den gemeinsamen Familiennamen Meyer-Jungclaussen. Ab 1918 war er als freiberuflicher Gartengestalter und Landschaftsberater tätig. Er war 1930 Mitbegründer der Fürst-Pückler-Gesellschaft in Muskau, die bis 1945 bestand.
Nach seiner Übersiedlung 1932 nach Bad Berka in Thüringen hielt er dort Lehrgänge für Landschaftsgestaltung ab. Es folgten zahlreiche Lichtbildvorträge und Publikationen in Fachzeitschriften. Von 1933 bis 1943 war er als Landschaftsanwalt im Reichsautobahnbau sowie als Landschaftsberater des Reichsarbeitsdienstes und der Reichswasserstraßenverwaltung tätig und wirkte als Lanschaftsberater auf über 100 ostpreußischen Gütern. Er war Landschaftsanwalt der Reichswasserstraßenverwaltung für die Saale-Talsperren AG (Weimar) und für die Weser-Main-Wasserstraßendirektion von Münden bis einschließlich des Bezirkes des Wasserstraßen-Vorarbeitenamts Eisenach.
Am Zweiten Weltkrieg nahm er in den Jahren 1941–1944 teil. Nach dem Krieg gestaltete er in der DDR Talsperren, Parks und Friedhöfe.
Er erstellte Landschaftsgutacht, hielt Lichtbildvorträge und veröffentlichte Publikationen in Fachzeitschriften. Zudem hielt er Lehrgän. Als Schriftführer der Fürst-Pückler-Gesellschaft (1930–1945) beschäftigte er sich in seinen Flugschriften für die Gesellschaft unter anderem mit der landschaftlichen Eingliederung von Straßen und anderen Bauwerken.
Ab 1960 wurde Meyer-Jungclaussens Berufsausübung durch eine ernste Augenerkrankung zunehmend eingeschränkt.

## Schriften für die Fürst-Pückler-Gesellschaft
- Landstraße und Landschaftsbild, Muskau, Fürst Pückler-Gesellschaft, 1931
- Park und Landschaft. Fürst Pückler-Gesellschaft, Muskau 1931.
- Von der Bedeutung des Mutterbodens im Landstraßenbau. Fürst Pückler-Gesellschaft, Muskau 1931.
- Heimatliche Landschaftsgestaltung. Fürst Pückler-Gesellschaft, Muskau 1932.
- Landschaftliche Gestaltungsfragen im Braunkohlenbergbau-Gelände. Fürst Pückler-Gesellschaft, Muskau 1933.
- Von der Eigenart und von der Schönheit bäuerlicher Dorflandschaft. Neuenhahn, Jena 1933.
- Arbeitsdienst und Landschaftsbild. Flugschrift der Fürst-Pückler-Gesellschaft. Neuenhahn, Jena 1933, DNB 580726126
- Autobahn und Landschaftsbild. Grundsätzliches über die heimatliche Gestaltung der deutschen Autobahnlandschaft  In: Die Autobahn, Berlin 1933/34.